# Shabestar (shahrestan)
Shabestar (persiska: شهرستان شبستر, شبستر) är en delprovins (shahrestan) i Iran.   Den ligger i provinsen Östazarbaijan, i den nordvästra delen av landet, 600 km nordväst om huvudstaden Teheran.
Delprovinsen hade 135 421 invånare 2016.